# Johanna Adorján

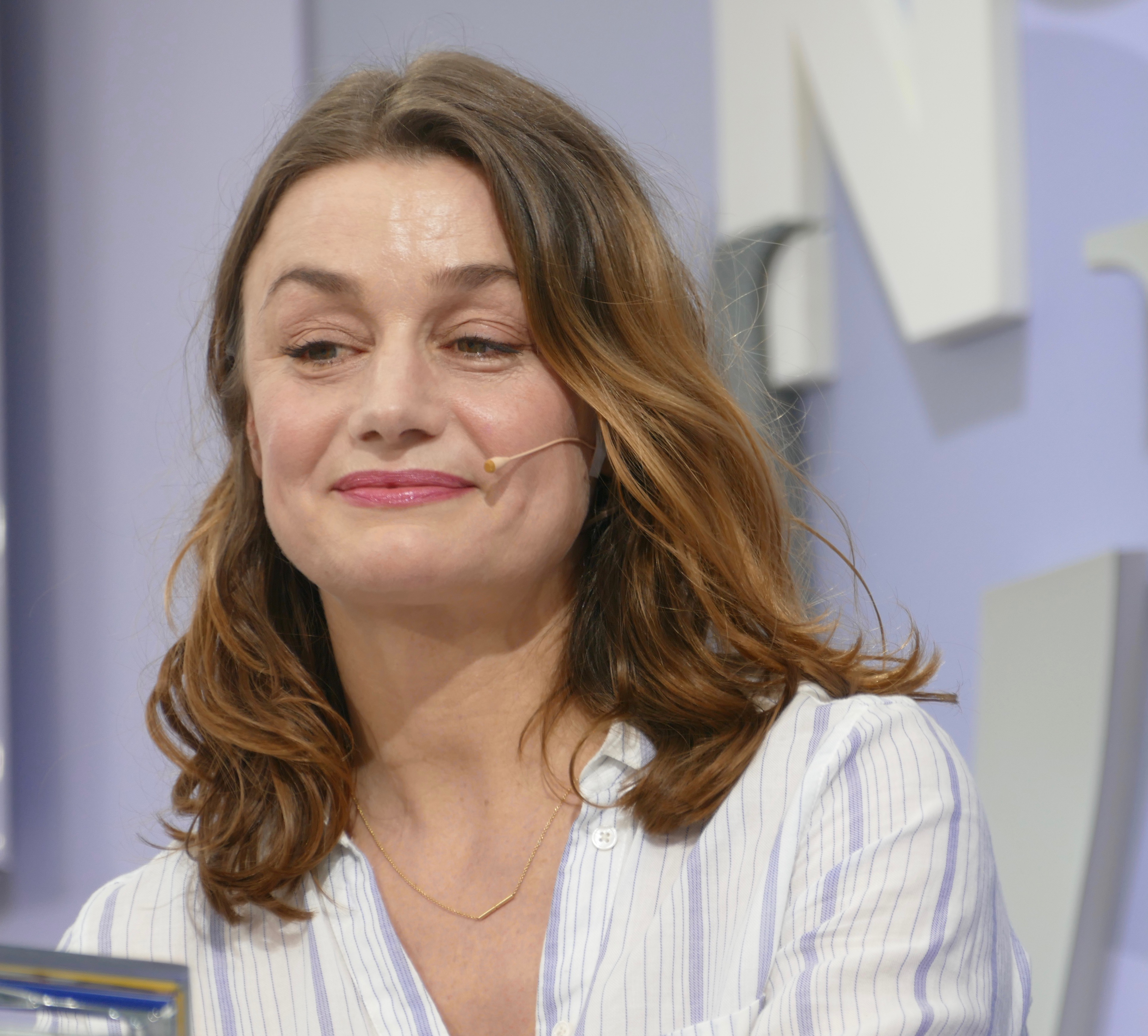
Johanna Adorján

Johanna Adorján [ˈɒdorjaːn] (geboren 1971 in Stockholm) ist eine dänisch-deutsche Journalistin und Schriftstellerin.

## Leben
Adorján wurde als Tochter des in Ungarn geborenen Flötisten András Adorján und der Flötistin Marianne Adorján-Henkel geboren. Ihre väterlichen Großeltern flüchteten während des Ungarischen Volksaufstandes 1956 nach Dänemark. Adorján wuchs seit 1974 in München auf. Dort besuchte sie die Bayerische Theaterakademie August Everding und studierte Theater- und Opernregie. Seit 1994 ist sie journalistisch tätig (u. a. für Jetzt, das Jugendmagazin der Süddeutschen Zeitung, Tagesspiegel, Spiegel). Sie schrieb von 2001 bis 2016 aus Berlin für die Feuilletonredaktion der Frankfurter Allgemeinen Sonntagszeitung. 2016 wechselte sie zur Süddeutschen Zeitung. Seit 2019 verantwortet sie als Nachfolgerin von Rainer Erlinger die Rubrik Gewissensfragen im SZ-Magazin
Ihr 2009 erschienener Roman Eine exklusive Liebe wurde in achtzehn Sprachen übersetzt. Sie schildert darin den gemeinsamen Freitod ihrer in Dänemark lebenden Großeltern Vera und István Adorján im Oktober 1991. Im Frühjahr 2013 erschien der Erzählband Meine 500 besten Freunde.

## Werke (Auswahl)
- Die Lebenden und die Toten. Eine Krankheitsgeschichte in elf Szenen. Theaterstück. Alexander Verlag, Berlin 2004, ISBN 3-89581-131-9.
- Eine exklusive Liebe. Roman. Luchterhand Verlag, München 2009, ISBN 978-3-630-87291-9.
- Meine 500 besten Freunde. Stories. Luchterhand Verlag, München 2013, ISBN 978-3-630-87354-1.
- Geteiltes Vergnügen. Roman. Hanser Verlag, Berlin 2016, ISBN 978-3-446-25071-0.
- Männer – Einige von vielen. Porträts. dtv Verlag, München 2019, ISBN 978-3-423-28182-9.
- Ciao. Roman. Kiepenheuer & Witsch, Köln 2021, ISBN 978-3-462-00171-6.[1]

## Auszeichnungen (Auswahl)
- 2014: Medienpreis für Sprachkultur, Sparte Presse[2]
- 2017: Kulturjournalistin des Jahres, Medium Magazin[3]
- 2025: Ben-Witter-Preis[4]